# Koffergeschäft
Ein Koffergeschäft nennt man die illegale Ausfuhr von Bargeld und Wertpapieren in Form von effektiven Stücken aus dem Inland ins Ausland.
Beim Grenzübertritt nach oder von Deutschland sind Barmittel und gleichgestellte Zahlungsmittel im Gesamtwert ab 10.000 € anzeigepflichtig.
Für die Erstellung der Zahlungsbilanz sind solche Geldströme problematisch, da sie wertmäßig nicht erfasst werden können. Koffergeschäfte werden in der passiven Teilbilanz der statistisch nicht aufgliederbaren Posten (Restposten) fiktiv berücksichtigt. Es handelt sich hierbei jedoch um einen rein statistischen Wert, da diese Transaktionen aufgrund ihrer Illegalität quantitativ nur geschätzt werden können.